# فوم گرافن

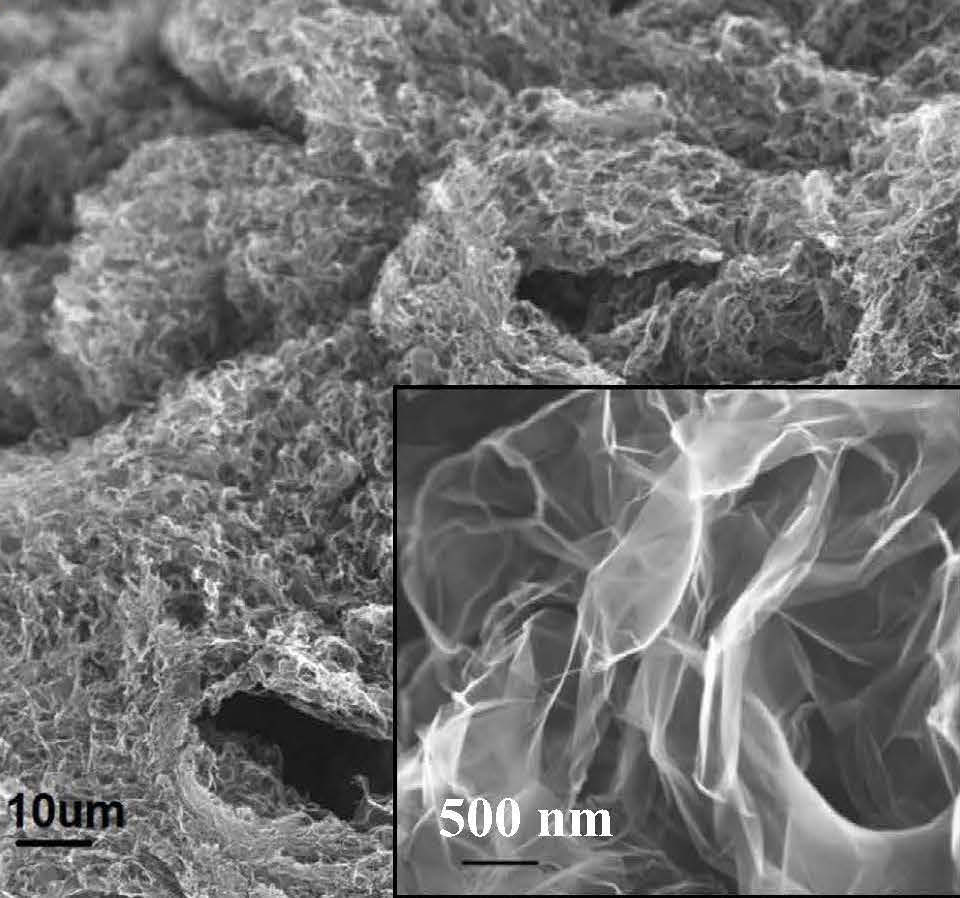
تصویر گرفته شده با میکروسکوپ الکترونی از فوم گرافن

فوم گرافن نوعی فوم جامد است که به صورت سوسپانسیون گاز هوا در گرافن در آزمایشگاه تولید می شود. در روش سنتز معمول، حباب‎های هوا درون صفحات دو بعدی گرافیت وارد می شود که خواص ویژه ای به آن اضافه می کند. این ماده با این خصوصیات به صورت طبیعی و در معادن وجود ندارد و باید برای استفاده‌های بعدی سنتز شود.

## ویژگی ها و خواص گرافن
در واقع گرافن یک آلوتروپ دو بعدی از کربن با ضخامت یک اتم کربن است که در شبکه ای شش ضلعی بهم متصل شده اند، طول پیوند کربن-کربن ۰/۱۴۲ نانومتر است و نحوه آرایش آن یک پیوند کووالانسی قوی را بین اتم های کربن ایجاد کرده است.
گرافن به دلیل خواصی که دارد از جمله سطح مخصوص بالا،هدایت الکتریکی بالا،توانایی دریافت و نگه داری الکترون و غیره توجه خاصی را به خود در صنایع مختلف بخصوص در انواع فعالیت های کاتالیستی جلب کرده است.
هدایت الکتریکی بالای آن از اینجا نشأت میگیرد که باند ظرفیت آن با باند هدایت تقریباً همپوشانی کامل دارد و همین باعث شده که سطح آن مانند یک استخر الکترون شود.
گرافن بعنوان یک ماده کربنی جدید، در دانش های بنیادی و نیز در کاربردهای بالقوه در نمایشگرهای دیجیتالی، حسگرها، اَبَر خازن ها، سلول های خورشیدی و در نانوکامپوزیت ها و ترانزیستورها با اثر میدانی در حال حاضر مورد بررسی و استفاده و توسعه قرار گرفته است.
برخی از خواص فیزیکی گرافن را در اینجا معرفی میکنیم مانند توانایی مشاهده اثر کوانتومی هال در دمای اتاق، تحرک الکترونی پردامنه و انتقال پرتابه ای، انعطاف پذیری زیاد، مدول یانگ بالا(حدود ۱۱۰۰ گبگاپاسکال)، مقاومت زیاد در برابر شکست(۱۲۵ گیگاپاسکال)، رسانایی الکتریکی بالا(۲۰۰۰۰۰ V.s/cm^2)، رسانایی حرارتی بالا(حدود ۵۰۰۰ W/m.K) و مساحت سطحی ویژه زیاد(۲۶۳۰ m^2/g)
اخیراً مواد سه بعدی بر پایه گرافن مانند فوم ها، اسفنج ها، هیدروژل ها و اِیروژل ها بخاطر ترکیب ساختار و پیوند آنها و خواص ویژه ی گرافن مانند دانسیته کم، تخلخل بالا، مساحت سطح زیاد، پایداری خواص مکانیکی و توانایی انتقال سریع الکترون و رسانایی الکتریکی بالای آن توجه زیادی را به خود جلب کرده اند. در کاربردهای مختلفی استفاده شده اند شامل استفاده در خازنها، باتری، سنسورها و کاتالیست ها.
پدیده‌های کاتالیستی واکنش هایی هستند که در سطح مواد رخ میدهند، بنابراین مقدار سطح ویژه برای این کاربردها بسیار مهم و تأثیرگذار است. کامپوزیت هایی که در آنها از گرافن استفاده شده به دلیل ساختار و سطح مخصوص بالای گرافن توانسته عملکرد بهتر و مناسبتری را ارائه دهند. اخبراً مححقان به تولید فوم‌های گرافن که به مراتب سطح بیشتری را نسبت به گرافن‌های دو بعدی و صفحه‌ای و نتیجتاً راندمان کاری بهتری را در اختیار می‌گذارد رو آورده‌اند. گرایش پژوهشی به سمت فوم گرافن به دلیل آن است که ساختاری است بسیار متخلخل، و توانایی در اختیار گذاشتن سطح بالایی را دارد.

## چگونگی و روشهای تهیه
گرافن را بیشتر به صورت کامپوزیت با دیگر عناصر مانند نیکل، تیتانیوم، کادمیوم، زیرکونیوم و سیلیسوم به منظور بهبود خواص آنها سنتز می‌کنند. اصولاً فوم گرافن به این معنی است که یک ساختار سه بعدی از ماده دیگر کامپوزیت تهیه و صفحات گرافن بر روی آن قرار گرفته و ایجاد یک ساختار فوم مانند کامپوزیت شده در مرحله آخر سنتز به دست می آید و گرافن به تنهایی بصورت سه بعدی معنایی ندارد چون صفحات آن دو بعدی است و باید یک ساختار بعنوان زمینه برای قرارگیری گرافن وجود داشته باشد که اصطلاح علمی آن قالب یا template است.
چند روش مختلف برای تهیه فوم‌های گرافن وجود دارد شامل: ترکیب از طریق بخار شیمیایی(CVD)، استفاده از فوم های تجاری نیکل و مس، ذرات پلی استایرن کلوئیدی یا کریستال های متخلخل سیلیکا، پیرولیز روی عواملی مانند سدیم کلرید یا نمک طعام و طراحی و روی هم گذاری لایه های اکسید گرافن توسط واکنش های هم دما. این روش ها هر کدام شامل نکات مثبت مثل تکرارپذیری و سرعت و قیمت پایین، یا محدودیت هایی نیز هستند مانند ناتوانی در کنترل مقدار تخلخل، ظرفیت پایین در تولید و پایین بودن استحکام مکانیکی و اینکه معمولاً فرایندهای پیچیده ای هستند.
اصولاً روشهای تهیه مواد سه بعدی بر پایه گرافن در دو گروه Template و Template-free قرار گرفته‌اند که گروه اول خود به روشهای CVD-based, Solution-based و روش‌های مبنی بر پرینت سه بعدی تقسیم شده‌اند.
در یکی از تحقیقات و روش ها یک پودر فلزی آماده شده از نیکل بعنوان زمینه و شبکه برای تهیه و فرم دهی فوم گرافن سه بعدی استفاده شده. به اینصورت که با بکارگیری پرینتر سه بعدی لایه هایی از نیکل و یک ماده طیبعی کربن دار بعنوان منبع کربن مانند ساکاروز، در محیط آزمایشگاهی بر روی یک سطح شکل داده شد و توسط لیزر گاز کربن دی اکسید(CO2) زینتر شدو رشد کربن های موجود بر نانوذرات نیکل اتفاق افتاد. این عمل در اتمسفر گاز هیدروژن انجام شدو هم پودر نیکل و هم ساکاروز با جذب نور لیزر دمایشان بصورت ناحیه ای بالا رفت. سرعت حرکت لیزر برروی ناحیه پرینت شده حدود ۱۰۰ میکرومتر بر میلی ثانیه بوده است. در هر نقطه از پرتودهی حرارت ابتدا باعث حل شدن کربن موجود در ساکاروز میشود و با عبور آن، سرمایش سریع موجب رسوب کربن روی ساختار نیکل می شود. این روند تکرار می شود تا لایه های نیکل-گرافن روی هم قرار گیرد و ساختمان داربستی سه بعدی را شکل دهند. این روش ساده و تأثیر گذار است و محصول نهایی دارای خواص و تخلخل مناسبی است.